# Бета-вичитувач
Бета-вичитувач[джерело?] (англ. Beta reader) — той, хто на прохання автора (або перекладача) читає текст перед публікацією (тобто до редактора, коректора чи внутрішнього рецензента, які працюють з текстом вже за дорученням видавництва чи періодичного видання).
Це слово з'явилось недавно і в українській мові зустрічається лише на сайтах з вільною публікацією, а також на літературних форумах. Але сама по собі практика звертання автора до сторонніх осіб за попередньою оцінкою твору й для виявлення в ньому стилістичних прорахунків, сюжетних непогодженостей, фактичних помилок і інше, існувала завжди.
У багатьох випадках бета-вичитувачами художніх текстів виступають рідні, близькі та друзі автора. В інших випадках бета-вичитувачем постає близький за творчим устремлінням літератор.